# Villa Lamadrid (Buenos Aires)
Villa Lamadrid es una de las 14 localidades del partido de Lomas de Zamora, en el sur del Gran Buenos Aires, Argentina.

## Geografía
Se encuentra en el norte del partido de Lomas de Zamora, y se encuentra delimitada por:
- Al este, con el arroyo del Rey, que la separa de Ingeniero Budge.
- Al sur con la avenida Escobar, que la separa de  Villa Albertina.
- Al oeste con el canal Mujica, que la separa de la localidad de Santa Catalina.
- Al norte con el Río Matanza que la separa de Villa Celina y Tapiales.

Por encontrarse en una zona baja suele presentar frecuentes inundaciones.
En ella se encuentra el complejo ferial La Salada, uno de los más grandes de Sudamérica.
Posee la estación de tren Intendente Turner, perteneciente al ramal Haedo-Temperley, del tren Roca
ramal.
La estación La Salada, de la línea Belgrano Sur y cercana al predio ferial homónimo, no se encuentra operativa desde 2017.